# Ferdinand Marian
Ferdinand Heinrich Johann Haschkowetz, meglio conosciuto come Ferdinand Marian (Vienna, 14 agosto 1902 – Dürneck, 9 agosto 1946), è stato un attore austriaco.
È conosciuto soprattutto quale interprete di Joseph Süß Oppenheimer nel film Süss l'ebreo.

## Biografia
Figlio di un cantante d'opera, Marian cominciò a lavorare in teatro molto giovane senza aver mai studiato recitazione. Scappato da casa, aveva lasciato i suoi studi d'ingegneria per fare la comparsa. Lavorò sia in Austria che in Germania e, nel 1938, entrò in compagnia al Deutsches Theater, dove ebbe grande successo con la sua interpretazione di Iago nella messa in scena di Otello.
Girò il suo primo film nel 1933, diretto da Curtis Bernhardt. Nel 1937, ebbe come partner Zarah Leander in Habanera, diventando popolare con la sua caratterizzazione di don Pedro, un personaggio di amante affascinante ma subdolo.
La carriera di Marian resta segnata dalla sua partecipazione, nel 1940, a Süss l'ebreo: diretto da Veit Harlan, il film propose un'odiosa ricostruzione della figura di Joseph Süß Oppenheimer. Voluta personalmente da Joseph Goebbels, fu un'operazione di propaganda che contribuì ad alimentare in Germania l'odio verso gli ebrei. Molti attori rifiutarono il ruolo, Marian non ebbe il coraggio di rifiutare.
La vita personale di Marian contraddice tuttavia il suo ruolo nel film. L'attore si sposò infatti con la pianista ebrea Irene Saager, dalla quale ebbe una figlia. La sua seconda moglie era inoltre stata sposata in precedenza con l'ebreo Julius Gellner: Marian e la moglie nascosero l'ex marito di lei in casa per proteggerlo dalle rappresaglie naziste.
Marian morì in un incidente stradale nel 1946, vicino al villaggio di Dürneck, in Baviera.
Nel 2010, uscì Jud Süss - Film ohne Gewissen di Oskar Roehler, che racconta la genesi del film e dove Ferdinand Marian è interpretato da Tobias Moretti.

## Filmografia
- Il tunnel (Der Tunnel), regia di Curtis Bernhardt (1933)
- Ein Hochzeitstraum, regia di Erich Engel (1936)
- La canzone del cuore (Die Stimme des Herzens), regia di Karl Heinz Martin (1937)
- Habanera (La Habanera), regia di Douglas Sirk (1937)
- Tu mi appartieni (Dein Leben gehört mir), regia di Johannes Meyer (1939)
- Süss l'ebreo (Jud Süß), regia di Veit Harlan (1940)
- Ohm Kruger l'eroe dei Boeri (Ohm Krüger), regia di Hans Steinhoff e (non accreditati) Karl Anton e Herbert Maisch (1941)
- Avventura di lusso (Ein Zug fährt ab), regia di Johannes Meyer (1942)
- Il barone di Münchhausen (Münchhausen), regia di Josef von Báky (1943)
- La collana di perle (Romanze in Moll), regia di Helmut Käutner (1943)